# Hårgurkssläktet
Hårgurkssläktet (Trichosanthes) är ett växtsläkte i familjen gurkväxter och med sina cirka 100 arter det största.
- Wikimedia Commons har media som rör Hårgurkssläktet.